# Global-scale Observations of the Limb and Disk
Pour les articles homonymes, voir Gold.

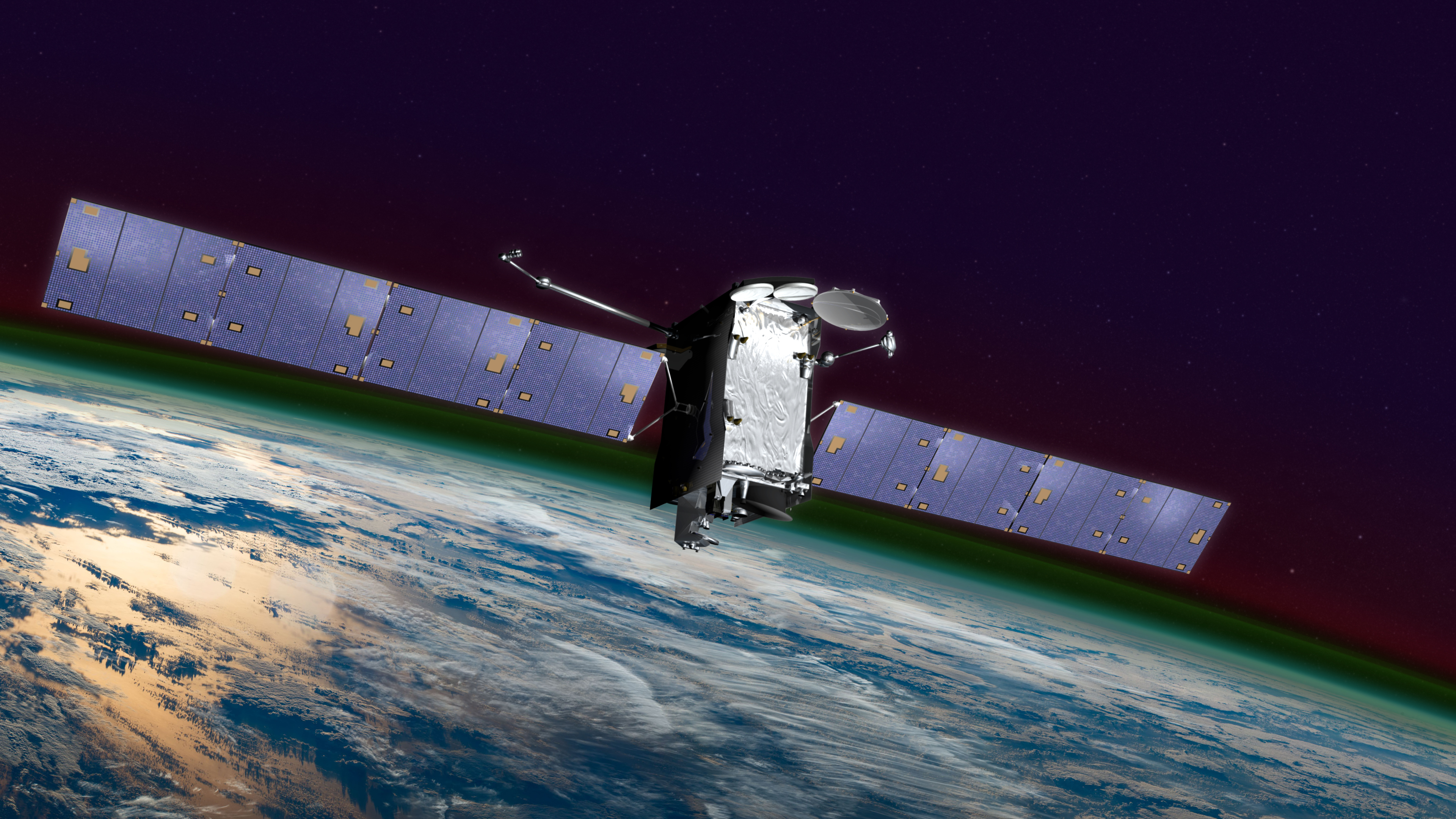
GOLD est embarqué sur le satellite de télécommunications SES-14 représenté ici (vue d'artiste).

Global-scale Observations of the Limb and Disk, également connue sous son acronyme GOLD, est un instrument spatial de l'agence spatiale américaine, la NASA, qui fournit des spectres dans l'ultraviolet lointain de la région située à la frontière entre l'atmosphère terrestre. L'instrument est installé sur le satellite de télécommunications commercial SES-14 qui est placé sur une orbite géostationnaire le 25 janvier 2018. 

## Historique
GOLD fait partie des 11 missions présélectionnées (parmi 42) en septembre 2011 dans le cadre du programme scientifique Explorer de la NASA. Le 12 avril 2013 la NASA la sélectionne comme finaliste avec la mission ICON. C'est une mission de type Mission of Opportunity (MO) bénéficiant à ce titre d'un budget de 55 millions de dollars américains. L'instrument est développé par une équipe scientifique de l'université du centre de la Floride. Elle consiste en un instrument unique. Celui-ci est installé à bord du satellite de télécommunications commercial SES-14 de l'opérateur de satellites luxembourgeois SES placé en orbite géostationnaire. La mission primaire de GOLD est de deux ans.

## Objectif
L'objectif de la mission de GOLD est de déterminer comment les orages magnétiques modifient la température et la composition de la thermosphère terrestre. 

## Caractéristiques techniques
L'instrument est un spectromètre imageur qui effectue ses observations dans l'ultraviolet lointain. Il comporte deux chaines optiques identiques qui disposent chacune d'un spectrographe couvrant la plage de fréquences comprise entre 132 et 135 nanomètres. Les images brutes sont transférés directement par les répéteurs du satellite aux stations terrestres de l'opérateur de satellite SES puis routées à l'Université de Floride du centre. La résolution spectrale est comprise entre 0,2 et 2,2 nanomètres. Le champ de vue est de 10° x (0,05, 0,15 ou 0,95°). Le capteur dispose de 1600 x 1800 pixels. L'instrument produit 6 mégaoctets de données par seconde. L'instrument a une masse de 37 kilogrammes et consomme en moyenne 72 watts. La partie optique, qui est développée par le Laboratoire de physique atmosphérique et spatiale (LASP) de l'université du Colorado, hérite de développements similaires effectués pour les missions Cassini, AIM, SDO et MAVEN.  